# R.E.M.
R.E.M. je bila ameriška rock skupina, ki so jo leta 1980 v mestu Athens v ameriški zvezni državi Georgiji ustanovili bobnar Bill Berry, kitarist Peter Buck, basist Mike Mills in frontman Michael Stipe, takrat študenti na Univerzi Georgie.
Zasloveli so z albumoma Out of Time (1991) in Automatic for the People (1992), s katerima so se uveljavili kot pionirji alternativnega rocka, ki je z njihovo pomočjo prodrl v mainstream. S tem so odprli sceno drugim novim skupinam, kot so Sonic Youth, Nirvana in Butthole Surfers ter se postavili ob bok superzvezdnikom, kot so U2. Prepoznavni so zlasti po Buckovem zvenečem kitarskem slogu, pa tudi po Stipeovem glasu, odrski pojavi in nenavadnih besedilih, Millsovih melodičnih basovskih linijah ter Berryjevem varčnem bobnarskem slogu.  Njihova največja uspešnica je bil singl »Losing my Religion« z albuma Out of Time, ki se je povzpel na četrto mesto Billboardove lestvice singlov v ZDA.
Po Berryjevi upokojitvi leta 1997 so preostali člani nadaljevali kot trio in izdali še nekaj manj uspešnih albumov, nato pa so se leta 2011 prijateljsko razšli.

## Diskografija
Studijski albumi
- Murmur (1983)
- Reckoning (1984)
- Fables of the Reconstruction (1985)
- Lifes Rich Pageant (1986)
- Document (1987)
- Green (1988)
- Out of Time (1991)
- Automatic for the People (1992)
- Monster (1994)
- New Adventures in Hi-Fi (1996)
- Up (1998)
- Reveal (2001)
- Around the Sun (2004)
- Accelerate (2008)
- Collapse into Now (2011)